# 妄想代理人 (小説)
『妄想代理人』（もうそうだいりにん）は、原作・今敏、文・梅津裕一による日本の小説作品であり、同名のアニメのスピンオフ小説。
スピンオフであるため、内容は原作アニメのノベライズではなく、本編と繋がったオリジナルストーリーである。

## 登場人物
海老沢 和生
海老沢家の長男。ある過去をきっかけに、殺人衝動に悩むようになる。19歳
海老沢 若菜
海老沢家の長女でマロミの大ファン。退屈な現実から逃れる為、麻薬を使用していた。14歳
海老沢 波男
生活安全課の刑事。40 - 50歳代
海老沢 船子
波男の妻。
烏山
和生の友人。
鯨岡
波男の後輩で体は大柄。所属は波男と同じく、生活安全課の刑事。
鷹野 洋子
若菜のクラスメート。
犀川
若菜のクラスメートで、肥満でにきびができているのが特徴。
蛇崎 均
麻薬の売人。若菜に麻薬を売っていた。

## 刊行情報
- 今敏、梅津裕一『妄想代理人』角川ホラー文庫〈角川書店〉
  1. 2004年5月8日発売 ISBN 978-4044250058

| スタブアイコン | サブスタブ | この項目は、まだ閲覧者の調べものの参照としては役立たない、文学に関連した書きかけの項目です。この項目を加筆・訂正などしてくださる協力者を求めています（P:文学、PJ:ライトノベル）。項目が小説家・作家の場合には{Writer-substub}を、文学作品以外の本・雑誌の場合には{Book-substub}を貼り付けてください。 |